# Chile Limpio. Vote Feliz
Chile Limpio. Vote Feliz (inicialmente Por un Chile Limpio) fue una coalición electoral chilena encabezada por el Partido Regionalista de los Independientes (PRI), y creada de cara a las elecciones municipales de 2008.

## Historia
En sus inicios, Por un Chile Limpio, agrupó al PRI, con el Partido Ecologista de Chile y el movimiento político ChilePrimero, para las elecciones municipales de 2008. El pacto presentó un total de 103 candidatos a alcaldes, y 1429 candidatos a concejales. Finalmente obtuvo el 4 % de los votos a nivel nacional en la elección de ediles, y un 7,57 % en la de concejales.
Tras la elección municipal hubo un quiebre en los partidos fundadores del pacto, pues para la elección presidencial de 2009 el PRI lanzó a su propio candidato, Adolfo Zaldívar (que retiraría su candidatura en septiembre de 2009); ChilePrimero se dividió entre la oficialidad que apoyó a Sebastián Piñera, candidato de la Alianza por Chile —integrándose al nuevo pacto Coalición por el Cambio— y la disidencia que no estuvo de acuerdo con ello y se retiró del partido; y el Partido Ecologista apoyó al candidato independiente (exPS) Marco Enríquez-Ominami, uniéndose al pacto Nueva Mayoría para Chile.
Para las elecciones parlamentarias de 2009, el PRI —único partido de la coalición que se mantuvo al margen de otras alianzas políticas— se unió al Movimiento Amplio Social (MAS) y a Fuerza País en un nuevo pacto electoral denominado Chile Limpio. Vote Feliz.
El pacto terminó de facto en las elecciones municipales de 2012, cuando el PRI lanzó su propia lista, "Regionalistas e Independientes", el MAS, junto al Partido Humanista de Chile conformaron el pacto "MAS Humanos", y Fuerza País se disolvió en 2010, aunque sus militantes pasaron al partido Fuerza del Norte, creado en 2012.

## Composición

### Por un Chile limpio(2008)
- Partido Regionalista de los Independientes
- Partido Ecologista de Chile
- ChilePrimero

### Chile limpio. Vote feliz(2009)
- Partido Regionalista de los Independientes
- Movimiento Amplio Social
- Fuerza País

## Historial electoral

### Elecciones parlamentarias
|  | 5,39 % |

|  | 6,44 % |

### Elecciones municipales
|  | 4,00 % |

|  | 7,56 % |

Los alcaldes electos en 2008 pertenecientes al pacto Por un Chile Limpio son:
- Esteban Velásquez Núñez (Calama, II Región)
- Maglio Cicardini Neyra (Copiapó, III Región)
- Solercio Rojas Aguírre (Combarbalá, IV Región)
- Blanca Araya Zepeda (Punitaqui, IV Región)
- Luis Minardi De la Torres (Limache, V Región)
- Cosme Mellado Pino (Chimbarongo, VI Región)
- Fredy Barrueto Viveros (Quilaco, VIII Región)
- Hugo Monsalves Castillo (Victoria, IX Región)

En cuanto a la elección de concejales, el Pacto obtuvo 116 candidatos electos, los cuales se dividen por región de la siguiente manera:
| N.º  | Región                       | Concejales |
| ---- | ---------------------------- | ---------- |
| XV   | Arica-Parinacota             | 0          |
| I    | Tarapacá                     | 1          |
| II   | Antofagasta                  | 7          |
| III  | Atacama                      | 6          |
| IV   | Coquimbo                     | 4          |
| V    | Valparaíso                   | 8          |
| RM   | Metropolitana de Santiago    | 7          |
| VI   | O'Higgins                    | 14         |
| VII  | Maule                        | 7          |
| VIII | Biobío                       | 21         |
| IX   | Araucanía                    | 20         |
| XIV  | Los Ríos                     | 3          |
| X    | Los Lagos                    | 11         |
| XI   | Aisén                        | 4          |
| XII  | Magallanes-Antártica Chilena | 3          |
|      | Total nacional               | 116        |